# Уки-э
Уки-э (яп. 浮絵, букв. «парящая картина») — жанр японской гравюры укиё-э, отличительной особенностью которого является использование прямой линейной перспективы. Реже термин используется для обозначения других видов живописи, в которых заметно применение техники перспективы.

## Происхождение жанра
Построение изображения на гравюрах согласно законам линейной перспективы получило распространение в Японии после знакомства ксилографов с китайскими переводами европейских трактатов о перспективе и с работами об искусстве самих китайских авторов в XVIII веке. Трактаты о принципах западной перспективы писались и японцами — художником Сиба Коканом и даймё княжества Акита по имени Сатакэ Ёсиацу. Познакомиться с европейскими картинами, а также с книгами о западном искусстве, японцы могли и через посредничество служащих голландской фактории на острове Дэдзима в гавани Нагасаки. На становление жанра повлияли и европейские работы в жанре ведута, на которых изображались городские пейзажи.

## Особенности жанра
Поначалу в жанре уки-э выполнялись преимущественно изображения помещений, таких как театры кабуки и залы сумо, объекты интерьера которых (колонны и татами) могли служить четкими ориентирами для художников, пытавшихся создать эффект перспективы. Вскоре, однако, стали распространяться и работы в жанре пейзажа, зачастую городского, в том числе были и попытки изобразить европейские города. Встречаются также гравюры уки-э, изображающие сцены из народных мифов и легенд, а также знаменитые достопримечательности японского архипелага (мэйсё-э, букв. «картины знаменитых мест»).

## Выдающиеся мастера
- Кацусика Хокусай
- Утагава Хиросигэ
- Исикава Тоёнобу
- Фуруяма Моромаса
- Сиба Кокан
- Утагава Кунисада